# Felix Stern (Mediziner)
Felix Stern (* 5. April 1884 in Groß Glogau, Provinz Schlesien; † 30. August 1942 in Berlin-Halensee) war ein deutscher Neurologe und der führende deutsche Experte für Encephalitis lethargica. Er beging wegen der nationalsozialistischen Judenverfolgung Suizid.

## Leben
Felix Stern besuchte bis 1902 das Wilhelmgymnasium in Berlin und studierte anschließend dort an der Universität Medizin. 1909 wurde er an der Universität Freiburg promoviert. Ab 1910 arbeitete er an der Universität Kiel als Assistent, wo er sich 1913 im Fach Neurologie habilitierte. Ab 1920 lehrte er als nichtbeamteter außerordentlicher Professor an der Universität Göttingen und war bis 1928 Oberarzt an der Göttinger Nervenklinik. Danach übernahm er die Leitung der Nervenabteilung der Versorgungsärztlichen Untersuchungsstelle in Kassel.
1933 musste er seine Position in Kassel aufgeben, und am 22. September wurde ihm nach § 3 des Berufsbeamtengesetz wegen seiner „jüdischen Abstammung“ auch die Lehrbefugnis entzogen. Stern zog nach Berlin und eröffnete dort eine Privatpraxis. Gleichzeitig wandte er sich an den Academic Assistance Council (ab 1935 die Society for the Protection of Science and Learning, SPSL), der ihm jedoch keine neue Stelle im Ausland vermitteln konnte. Spätere Nachforschungen der SPSL verliefen ergebnislos. Nach dem Krieg stellte sich heraus, dass Stern sich das Leben genommen hatte, als ihm die Deportation drohte.

## Werk
Felix Stern war der führende deutsche Spezialist für Encephalitis lethargica. Wegen der Zeitumstände wurde in Deutschland keine nationale Statistik für diese erstmals 1916 in Wien beschriebene Krankheit geführt. Deswegen sind die von Stern an der Universitätsnervenklinik Göttingen gesammelten Daten bedeutsam, um überhaupt den Ablauf dieser Epidemie, die gegen 1926 endete, in Deutschland verfolgen zu können. Stern hat geschätzt, dass hier mindestens 60.000 Menschen daran erkrankt sind.
In seinen frühen Schriften sprach sich Stern für eine zentrale Rolle der Influenza bei der Entstehung der Encephalitis lethargica aus, entweder als deren direkter Verursacher oder als Aktivator eines weiteren pathogenen Faktors. 1936 durfte er noch den Artikel zur Encephalitis lethargica im Handbuch der Neurologie verfassen. Hier stritt er jeden Zusammenhang zwischen Influenza-Enzephalitis und Encephalitis lethargica ab. Über den möglichen Verursacher – damals standen eine Reihe von neuen Pathogenen zur Diskussion – wollte er nicht spekulieren. Stern gab späteren Forschern mit auf den Weg, dass man mehr davon lernen könne, was den verschiedenen Encephalitis-lethargica-Fällen gemeinsam sei, als sich von der großen Variabilität dieser Krankheit frustrieren zu lassen. Der Handbuchartikel war seine letzte wissenschaftliche Arbeit.

## Schriften (Auswahl)
- Beiträge zur Frage nach Verlauf und Ausgang der Katatonie. 1909 (Dissertation, Universität Freiburg, 1909).
- Die psychischen Störungen bei Hirntumoren und ̱ihre Beziehungen zu den durch Tumorwirkung bedingten diffusen Hirnveränderungen. In: Archiv für Psychiatrie und Nervenkrankheiten. Bd. 54 (1914), H. 2, S. 565–657, DOI:10.1007/BF01837826 (Habilitationsschrift, Universität Kiel, 1914).
- Die Pathologie der sogenannten „Enzephalitis lethargica“. In: Archiv für Psychiatrie und Nervenkrankheiten. Bd. 61 (1920), H. 3, S. 621–692, DOI:10.1007/BF01910029.
- Die epidemische Encephalitis (= Monographien aus dem Gesamtgebiete der Neurologie und Psychiatrie. Bd. 30). Springer, Berlin 1922, DOI:10.1007/978-3-662-35278-6; 2. Auflage 1928, DOI:10.1007/978-3-642-90811-8.
- Neurologische Begutachtung. Springer, Berlin 1933.
- Epidemische Encephalitis (Economosche Krankheit). In: Oswald Bumke, Otfrid Foerster (Hrsg.): Handbuch der Neurologie. Band 13: Spezielle Neurologie V, Erkrankungen des Rückenmarks und Gehirns III. Infektionen und Intoxicationen II. Springer, Berlin 1936, S. 307–500.